# Primera Liga de Croacia 2017-18
La temporada 2017-18, fue la vigésima séptima edición de la Primera Liga de Croacia, desde su establecimiento en 1992. El torneo inició el 14 de julio de 2017, y finalizó el 19 de mayo de 2018.
El torneo, brindará un cupo para la segunda ronda previa de la Liga de Campeones de la UEFA 2018-19, otro para la segunda ronda previa de la Liga Europa de la UEFA 2018-19 y finalmente uno para la primera ronda previa de la Europa League.

## Ascensos y descensos
Un total de 10 equipos disputarán el campeonato, el club RNK Split descendido la temporada anterior es reemplazado para este torneo por el campeón de la Segunda Liga, el NK Rudeš.
| Pos. | Descendidos de la Primera Liga de Croacia 2016-17 |
| ---- | ------------------------------------------------- |
| 10.º | RNK Split                                         |

| Pos. | Ascendidos de la Segunda Liga 2016-17 |
| ---- | ------------------------------------- |
| 1.º  | NK Rudeš                              |

## Participantes
| Club           | Ciudad     | Estadio               | Capacidad |        |
| -------------- | ---------- | --------------------- | --------- | ------ |
| HNK Cibalia    | Vinkovci   | Stadion HNK Cibalia   | 9,958     | [ 4 ]  |
| Dinamo Zagreb  | Zagreb     | Stadion Maksimir      | 35,123    | [ 5 ]  |
| Hajduk Split   | Split      | Stadion Poljud        | 34,448    | [ 6 ]  |
| Inter Zaprešić | Zaprešić   | Stadion ŠRC Zaprešić  | 4,528     | [ 7 ]  |
| Istra 1961     | Pula       | Stadion Aldo Drosina  | 8,923     | [ 8 ]  |
| NK Lokomotiva  | Zagreb     | Stadion Kranjčevićeva | 10,850    | [ 9 ]  |
| NK Osijek      | Osijek     | Stadion Gradski vrt   | 19,220    | [ 10 ] |
| HNK Rijeka     | Rijeka     | Stadion Rujevica      | 8,279     | [ 11 ] |
| NK Rudeš       | Zagreb     | Stadion Kranjčevićeva | 10,850    | [ 9 ]  |
| Slaven Belupo  | Koprivnica | Gradski stadion       | 4,000     | [ 12 ] |

## Tabla de posiciones
Actualización final el 19 de mayo de 2018
| Pos. | Equipo            | Pts. | PJ | G  | E  | P  | GF | GC | Dif. | Clasificación o descenso                                      |
| ---- | ----------------- | ---- | -- | -- | -- | -- | -- | -- | ---- | ------------------------------------------------------------- |
| 1    | Dinamo Zagreb     | 73   | 36 | 22 | 7  | 7  | 68 | 34 | +34  | Clasifica a Liga de Campeones de la UEFA 2018-19              |
| 2    | HNK Rijeka        | 70   | 36 | 22 | 4  | 10 | 75 | 32 | +43  | Tercera fase clasificatoria de Liga Europa de la UEFA 2018-19 |
| 3    | Hajduk Split      | 66   | 36 | 19 | 9  | 8  | 70 | 38 | +32  | Segunda fase clasificatoria de Liga Europa de la UEFA 2018-19 |
| 4    | NK Osijek         | 56   | 36 | 14 | 14 | 8  | 53 | 38 | +15  | Primera fase clasificatoria de Liga Europa de la UEFA 2018-19 |
| 5    | Lokomotiva Zagreb | 51   | 36 | 14 | 9  | 13 | 47 | 48 | −1   |                                                               |
| 6    | Inter Zaprešić    | 46   | 36 | 12 | 10 | 14 | 43 | 64 | −21  |                                                               |
| 7    | NK Slaven Belupo  | 43   | 36 | 11 | 10 | 15 | 35 | 45 | −10  |                                                               |
| 8    | NK Rudeš          | 40   | 36 | 10 | 10 | 16 | 41 | 62 | −21  |                                                               |
| 9    | Istra 1961 Pula   | 27   | 36 | 6  | 9  | 21 | 28 | 60 | −32  | Playoffs por la promoción-descenso                            |
| 10   | Cibalia Vinkovci  | 26   | 36 | 6  | 8  | 22 | 36 | 75 | −39  | Descendido a la Segunda Liga de Croacia 2017-18               |

 Fuente: PrvaHNL.hr
Criterios de clasificación: 1) Puntos; 2) puntos entre sí; 3) diferencia de goles; 4) Goles marcados
 PJ = Partidos jugados; G = Partidos ganados; E = Partidos empatados; P = Partidos perdidos;
GF = Goles a favor; GC = Goles en contra; DG = Diferencia de gol; PTS = Puntos

## Promoción de descenso
| 30 de mayo de 2018 | Istra 1961 Pula | 3–1 | NK Varaždin | Stadion Aldo Drosina, Pula |  |

| 2 de junio de 2018 | NK Varaždin | 1–0 | Istra 1961 Pula | Stadion Anđelko Herjavec, Varaždin |  |

- NK Istra 1961 Pula se mantiene en la máxima categoría.

## Goleadores
- Actualizado al 29 de abril de 2018.
| Pos | Jugador                | Club                           | Goles |
| --- | ---------------------- | ------------------------------ | ----- |
| 1   | Héber                  | Rijeka                         | 16    |
| 2   | El Arbi Hillel Soudani | Dinamo Zagreb                  | 15    |
| 3   | Mario Budimir          | Rudeš                          | 13    |
| 3   | Mario Gavranović       | Rijeka (7), Dinamo Zagreb (6)  | 13    |
| 3   | Mirko Ivanovski        | Slaven Belupo                  | 13    |
| 6   | Lovro Majer            | Lokomotiva                     | 10    |
| 6   | Jakov Puljić           | Inter Zaprešić (4), Rijeka (6) | 10    |
| 8   | Ante Erceg             | Hajduk Split                   | 9     |
| 8   | Franck Ohandza         | Hajduk Split                   | 9     |
| 8   | Said Ahmed Said        | Hajduk Split                   | 9     |